# لويس جونز (لاعب دوري الرغبي)
لويس جونز (بالإنجليزية: Lewis Jones)‏ هو لاعب دوري الرغبي أسترالي وبريطاني، ولد في 11 أبريل 1931 في Gorseinon ‏ في المملكة المتحدة.

## وصلات خارجية
- لويس جونز عل موقع إسبنسكروم (الإنجليزية)